# Christopher Schindler
Christopher Schindler (Monaco di Baviera, 29 aprile 1990) è un ex calciatore tedesco, di ruolo difensore.